# قرار مجلس الأمن التابع للأمم المتحدة رقم 1970
قرار مجلس الأمن التابع للأمم المتحدة رقم 1970، المتخذ بالاجماع حول الأوضاع في ليبيا. فرض المجلس عقوبات دولية على نظام معمر القذافي وفوض المحكمة الجنائية الدولية بالتحقيق في الجرائم التي اقترفتها قوات القذافي ضد المدنيين الليبيين. لكن القرار لم يخول أي دولة بالدفاع عن المدنيين الليبيين أو اللجوء للقوة لحمايتهم من بطش الآلة العسكرية. بيد أن مجلس الأمن استدرك ذلك في قراره رقم 1973 وأذن للدول الأعضاء كافة باتخاذ جميع التدابير اللازمة لحماية المدنيين والمنـاطق
الآهلة بالسكان المدنيين المعرضين لخطر الهجمات في ليبيا بمـا فيهـا بنغازي،
مع استبعاد أي قوة احتلال أجنبية أيا كان شكلها وعلى أي جزء من الأراضي الليبية

## القرار
تصرف مجلس الأمن استنادا إلى الفصل السابع من ميثاق الأمم المتحدة بما يلي.

### حظر السفر
قرر مجلس الأمن منع 16 شخصا من السفر منهم الزعيم الليبي معمر القذافي وأبنائه الذكور وابنته عائشة كما منع عدة مقربين من النظام من السفر منهم عبد الله السنوسي واللواء أبو بكر يونس وسيد محمد قذاف الدم.

### تجميد أصول
كما قرر مجلس الأمن تجميد أصول الزعيم الليبي معمر القذافي وسائر أبنائه ما خلا محمد القذافي وسيف العرب القذافي والساعدي القذافي.

### حظر الأسلحة
حظر مجلس الأمن توريد الأسلحة إلى ليبيا وأهاب بجميع الدول الأعضاء تفتيش السفن المتجهة إلى ليبيا ومصادرة كل ما يحظر توريده وإتلافه.

### فتح التحقيق
أحال مجلس الأمن الأوضاع القائمة في ليبيا منذ 15 فبراير إلى المدعي العام في المحكمة الجنائية الدولية للتحقيق فيها.